# Faustino Míguez
Faustino Míguez, nascut Manuel Míguez González i en religió Faustí de l'Encarnació (Xamirás, Acevedo do Río, Celanova, Ourense, 24 de març de 1831 - Getafe, Madrid, 8 de març de 1925) fou un religiós de l'orde de les Escoles Pies, fundador de la congregació de les Filles de la Divina Pastora; educador i botànic, també fou fundador dels Laboratorios Míguez. És venerat com a beat per l'Església catòlica; n'ha estat decretada la canonització per al 15 d'octubre de 2017.

## Biografia
Va néixer el 1831 a Xamirás, llogarret d'Acevedo, al municipi de Celanova, i fou batejat amb el nom de Manuel. Era el quart fill d'una família cristiana de treballadors. Als setze anys marxà per estudiar llatí i humanitats al Santuario de Nuestra Señora de los Milagros, a Ourense, per fer-se sacerdot; hi romandrà del 1847 a 1850, i decidí de dedicar la seva vida a l'ensenyament, seguint el carisma de Sant Josep de Calassanç.
Ingressà al noviciat dels escolapis de San Fernando (Madrid) el 1850 i en pren l'hàbit el 5 de desembre del mateix any, prenent el nom de Faustí de l'Encarnació (havia nascut la vigília del dia de l'Anunciació i l'Encarnació). Les persecucions religioses del govern de Baldomero Espartero, el 1855, i el tancament de seminaris, coincideixen amb el final de la seva formació. El mateix any és ordenat diaca, i el 8 de març de 1856, sacerdot a San Marcos de Madrid, pel bisbe de Burgos.
Fou enviat a Cuba, a la casa dels escolapis, on es formaven bona part dels futurs mestres de l'encara colònia espanyola. Després del col·legi de Guanabacoa (Cuba), tornà a Espanya el 1860, al col·legi de Madrid, Getafe (1861) i Celanova. Serà bibliotecari del Monestir de l'Escorial, i anirà als col·legis de Monforte de Lemos (Lugo), on és el rector, i al de Sanlúcar de Barrameda (1879). En ells fou professor de llatí, història, àlgebra, geometria, retòrica, geografia, agricultura, física i química, història natural, higiene i francès. Destacà especialment en les ciències naturals i la seva didàctica. Hi destaquen els llibres de text que escrigué: Nociones de historia natural, Nociones de física terrestre i Diálogos sobre las láminas de historia natural.
Es lliura a l'ensenyament, convençut que ell mateix aprèn contínuament, i dedica especial atenció als més petits i necessitats. Concep l'escola com a lloc de trobada amb Déu, i com a lloc de formació de la societat, que només pot ésser feliç i justa mitjançant l'educació "la obra más noble, la más grande y la más sublime del mundo porque abraza a todo el hombre tal como Dios lo ha concebido". Especial atenció dedicava a les nenes "las esposas y madres del mañana" i "la parte más interesante de la sociedad, la portadora de paz, y el alma de la familia". Per tant, cal promoure l'educació humanocristiana de les nenes, llavors més abandonades que els nens: per això pensa de fundar una congregació que, seguint el carisma escolapi, es dediqui preferentment a l'educació de nenes. Neix així la Congregació de Filles de la Divina Pastora o Germanes Calassàncies, el 12 de gener de 1885.
A banda, desenvolupà una tasca científica. A Guanabacoa observà l'ús tradicional que els habitants feien de les plantes, per tal de guarir malalties i mals, i va estudiar científicament les plantes medicinals i la fitoteràpia. En tornar a la Península, l'ajuntament de Sanlúcar de Barrameda li encarrega el 1872 l'anàlisi de les propietats guaridores de les aigües de la ciutat. Elabora uns preparats medicinals que són registrats el 1922 amb el nom d'"Específicos Miguez", origen del futur Laboratorio Míguez, dedicats a preparats basats en les plantes medicinals i encara en actiu i pertanyent a la congregació de les Germanes Calassàncies.
El 1888 torna a Getafe i s'hi quedarà fins a la mort, durant 37 anys. Jubilat com a mestre, segueix la seva activitat científica i com a director espiritual. Mor als 94 anys a Getafe, el 1925.

## Veneració
El 25 d'octubre de 1998, el pare Faustino Míguez fou beatificat a Roma pel papa Joan Pau II, en un procés que havia començat el 1953. Al Colegio Divina Pastora de Getafe hi ha instal·lat un museu dedicat al fundador, que segueix la seva trajectòria i la seva obra.